# 竹本岡太夫
竹本 岡太夫（たけもと おかたゆう）は、義太夫節の太夫。江戸中期より七代を数える。四代目の門弟から六代目竹本綱太夫を輩出して以降は、二代目竹本織太夫時代の門弟である竹本織栄太夫が竹本識太夫から六代目岡太夫を襲名していることから、竹本綱太夫系の名跡として知られる。三代目岡太夫は、豊竹巴太夫の弟子であることから師匠に合わせ豊竹岡太夫と名乗ったが、本来は竹本岡太夫であることから、本項は竹本岡太夫とする。また、六代目岡太夫の幼名である竹本織栄太夫は、六代目竹本織太夫が令和5年（2023年）に入門した自身の門弟に名乗らせている。

## 初代
（生没年不詳）
陸奥此太夫（竹本此太夫・豊竹筑前少掾）の門弟。
摂州豊島郡岡町（現在の大阪府豊中市）の生まれで、本名を又兵衛といい、岡町の又兵衛から通称「岡又」と呼ばれた。浄瑠璃を好み、大坂に出て社寺にて稽古と称し、人を集めて浄瑠璃を語っていたが、評判がよかったことから、陸奥此太夫（竹本此太夫・豊竹筑前少掾）の門弟となる。
初出座は詳らかではないが、宝暦5年（1755年）3月刊行『豊曲不二谺』に「浪花太夫豊竹筑前少掾門弟之分 当時出勤之分 豊竹座 岡太夫」とあるので、遅くとも、宝暦5年（1755年）には豊竹筑前少掾の門弟になっていたことがわかる。
また、宝暦7年（1757年）京 竹本座『国姓爺合戦』にて序切と四段目 九仙山を語る竹本岡太夫の名があり、これ以降も京 竹本座にての出座が番付で確認できる。東京での出座もあり、宝暦13年（1763年）4月江戸 土佐座『ひらかな盛衰記』にて、三段目 口を岡太夫が勤め「其上ちやりの名人ひらがなの笹引の憂ひくり上げ又どすのきく事妙也はたごやにて権四郎のおかしさ見物余りおかしさにへそをかゝへはらをかゝへ」と大評判を取り、続けて切（茶のみ）を語った初代竹本綱太夫は「あんな茶呑みが宇治にも有かと打寄と年寄衆中が茶呑咄し綱太夫の茶呑ゝゝともてはやす」とこちらも大評判を取っている。
大坂 竹本座への初出座は、宝暦14年（1764年）5月『京羽二重娘気質』で、六冊目の掛合と七冊目の奥を語る。『浄瑠璃譜』に「此時竹本岡太夫はじめて大坂へ来る。（岡之屋舗中衆又兵衛、京都竹本芝居にて修行し名人となり、此時初下り也）」とと記されており、この時すでに名人であったことがわかる。
同年12月大坂 竹本座『仮名手本忠臣蔵』にて太夫 竹本岡太夫として紋下に座り、大序、七段目 由良助、九段目 奥（切）と紋下の太夫に相応しい役場を勤めている。
この頃紋下に座った公演はこれ限りだが、その後も初代綱太夫・三代目政太夫・初代染太夫・初代春太夫らと明和3年（1766年）年ごろまで大坂竹本座に出演を続けた。
明和4年（1767年）正月京 四条石垣芝居にて新作『石川五右衛門一代噺』（作者近松半二・竹本三郎兵衛）を上演し、岡太夫が木屋町の段にて大当たりをとる。同年10月には大坂 竹本座にても上演をしている。
明和5年（1768年）には伊勢の巡業に参加し、翌明和6年（1769年）には東京に下る。『義太夫執心録』に東京での評判が以下のように記されている。「岡太夫又兵衛と云。当り浄留り数多有中にも祇園女御の二の口と四段目京羽二重の刀屋取わけて累物語の七ツ目（埴生村）今ても素人の古ひ人は出しまする後年迄捨らぬよふに語り置が上手也」
明和7年（1770年）には帰京し、扇谷和歌太夫座に出座。明和8年（1771年）久々に帰阪し、大坂 竹本座に出座した。安永元年（1772年）4月『躾方武士鑑』まで竹本座に出演していたが、同年9月道頓堀 豊竹和歌三座に太夫 豊竹島太夫 豊竹岡太夫として出座し、『国姓爺合戦』三段目 奥等を語る。これにより竹本座、豊竹座両座にて紋下に座った太夫となった。
同年12月豊竹座『艶容女舞衣』の初演に出演し、上の巻 切ノ中、中の巻 切ノ詰を語る。これまで京・大坂の竹本座を本拠とし、竹本岡太夫として出演していたが、豊竹座（系）の劇場に出演する際は豊竹姓を名乗るという当時の慣習に従い豊竹岡太夫と名乗った。
翌安永2年（1773年）閏3月には京にて「竹本岡太夫」として出座しており、安永3年（1774年）には竹本岡太夫として伊勢に巡業し、同年8月には大坂豊竹定吉座にて豊竹岡太夫として再び紋下となり、『楠昔噺』三段目 切を語っている。豊竹座への出座は同年12月まで続いた。安永4年（1775年）には名古屋への巡業に竹本岡太夫として参加している。このように出座する劇場によって竹本姓と豊竹姓を使い分けていたことがわかる。
安永5年（1776年）正月大坂 竹田千松座 太夫 竹本岡太夫と紋下に座り『八重かすみ』「若林屋」を語る。これ以降の出座が『義太夫年表近世篇』では確認できず、『増補浄瑠璃大系図』には「多病にて引込門弟への稽古のみ門弟にも追々高名の人出来安楽に暮し天明二年壬寅十月二十二日に西成郡北野村大融寺へ存命中に父母目の法名彫入石碑建置る、也夫より門弟へ口伝を授け後命数限り有て天明四年甲辰二月二十七日に死去されたり」と、天明4年（1784年）の死去と記し、その命日を刻んだ太融寺の墓碑（四代目長門太夫が掘り出したもの）の写しを掲載しているが、『義太夫年表近世篇』では「『三枡大五郎弘誓の乗込』（安永九年末成立）に「あやつり方はきんらい岡太夫駒太夫をよびくだし」とあり、また『大坂奇珍泊』の近年に没した名人の中に岡太夫の名が見える。」ことから、遅くとも安永9年（1780年）の死去とする。
また、翌天明元年（1781年）4月伊勢 古市にて「弥太夫事竹本岡太夫」と、門弟の初代竹本弥太夫が岡太夫を名跡を襲名している番付があることもその論拠とされる。しかし、この岡太夫襲名は伊勢のみのことで、同年の大坂での番付には「竹本弥太夫」の名前があることから、代数外とされる。しかし、天明8年（1788年）に弥太夫門弟の弓太夫が二代目竹本岡太夫を襲名しており、竹本岡太夫の名跡は門弟に受け継がれたことになる。
門弟に初代竹本むら太夫らがいる。

## 二代目
（生没年不詳）
竹本弓太夫 → 二代目竹本岡太夫
初代竹本弥太夫の門弟。初代弥太夫は初代岡太夫の門弟であることから、初代の孫弟子。各座の座本を多く務めた。
『増補浄瑠璃大系図』では天明元年（1781年）9月を初出座とするが、同年4月伊勢 古市『仮名手本忠臣蔵』に弓太夫の名前があり、（この公演で師匠弥太夫が師名岡太夫を襲名したが、代数外となっている。）翌5月『小野道風青柳硯』『碁太平記白石噺』にも出演していることから、この頃初出座したものと推定される。大坂での初出座は同年7月 北堀江西ノ芝居 竹田新松座『敵討襤褸錦』「借座敷の段」を掛け合いで勤めている。
天明8年（1788年）5月 北之新地芝居 竹本染太夫座『源平布引滝』大序を語り弓太夫事二代目竹本岡太夫を襲名した。『増補浄瑠璃大系図』では岡太夫襲名を翌寛政元年（1789年）8月『有職鎌倉山』とするが、誤りである。
寛政3年（1791年）3月北堀江市ノ側芝居 豊竹此母座にて『増補天網島』「紙屋の段」の口を語る。切は江戸から上ってきた三代目竹本紋太夫であり、『時雨の炬燵』は同人の当り狂言である。
寛政4年（1792年）8月北堀江市ノ側芝居 豊竹此母座にて豊竹筑前少掾廿五回忌追善『一谷嫰軍記』三の詰 口を語る。切は二代目豊竹此太夫が勤めている。筑前少掾の初演にして屈指の当り役である『一谷嫰軍記』三段目 切（熊谷陣屋の段）は、追善狂言としてこれ以上ない演目であり、此太夫名跡の継承者である二代目豊竹此太夫が勤めるのは当然であるが、初代岡太夫の孫弟子（筑前少掾の曾孫弟子）とはいえ、二代目此太夫の門弟ではない二代目岡太夫にその端場（口）を語らせていることから、此太夫の系譜における岡太夫名跡の重さが伺われる。翌9月同座の二代目豊竹此太夫が一世一代出語りとして『義仲勲功記』三の切を語った公演にも参加し、『摂津国長柄人柱』の二段目 切と四段目 口を勤めている。
寛政6年（1794年）8月北之新地芝居にて座本 竹本岡太夫と、座本となり『新板江戸絵曽我』「中村の段」「四季のことぶき」を語った。次の公演である10月『敵討優曇華亀山』でも座本を務めた。この公演には竹本巴太夫や竹本八十太夫が出座している。これ以降寛政10年（1798年）の江戸 土佐座の公演まで岡太夫の名前が『義太夫年表近世篇』では確認できないが、同年11月道頓堀東の芝居『仮名手本忠臣蔵』にて座本 竹本岡太夫と座本に復帰している。以降寛政11年（1799年）4月まで座本を勤めており、寛政6年（1794年）に座本を勤めた際同様、竹本巴太夫が出座している。また、享和元年（1801年）2月道頓堀大西芝居『木下蔭狭間合戦』座本 竹本岡太夫の名前が番付から確認できる。
最後の舞台や死去の年月は不明であるが、文化5年（1808年）『鎮西八郎誉弓勢』が、『義太夫年表近世篇』で確認できる最後の出演となる。

## 三代目
（生没年不詳）
豊竹房太夫 → 三代目豊竹岡太夫
初代豊竹巴太夫の門弟。
大坂阿波座に住み、通称善兵衛という。
房太夫の名跡は、初代が二代目豊竹此太夫の門弟で、初代房太の門弟が二代目を継いでいる。二代目房太夫は二代目岡太夫と同様に堀江市の側芝居にて座本 豊竹房太夫と座本を務めている。また、師匠初代豊竹巴太夫は二代目岡太夫が座本務めた芝居に竹本巴太夫として多く出演している。さらに、二代目岡太夫の最後の出演と考えられる文化5年（1808年）『鎮西八郎誉弓勢』に竹本房太夫の名前があり、これが三代目岡太夫を継いだ房太夫の初出座と思われる。これは『増補浄瑠璃大系図』の「文化の始より師に随ひ修行致」という記述とも一致する。
文化8年（1811年）稲荷境内『太功艶書合』に豊竹房太夫として出座。師匠豊竹巴太夫に合わせ豊竹姓を名乗ったと考えられる。文化10年（1813年）9月座摩境内『国姓爺合戦』他にて、床頭取となっている。
文政2年（1819年）2月座摩境内の芝居にて『傾城阿古屋の松』二段目 口を語り、房太夫事三代目豊竹岡太夫を襲名。初代・二代目の岡太夫の直接の系譜に連なるわけではない房太夫が岡太夫名跡を三代目として襲名した理由として、①房太夫の名跡が岡太夫と同様に、此太夫の系譜に連なること、②二代目房太夫が二代目岡太夫と同様に座本を務めていたこと、③二代目岡太夫最後の舞台で初出座をしたこと等が考えられる。
岡太夫の名跡は初代・二代とも竹本岡太夫であったが、房太夫は師匠が「豊竹」巴太夫であることから、豊竹岡太夫を名乗ったと考えられるが、文政5年（1822年）正月 江戸結城座『絵本太功記』の番付には竹本岡太夫と記されており、竹本姓と豊竹姓が流動的であったことも伺われる（師匠巴太夫は豊竹巴太夫と記されている）。同様に文政7年（1824年）の江戸 結城座『娘景清八島日記』『伽羅先代萩』にても竹本岡太夫として出座しており、江戸においては竹本岡太夫を名乗ったとも考えられる。
『増補浄瑠璃大系図』では岡太夫襲名を文政8年（1825年）『碁太平記白石噺』「浅草の段」とするが、これは誤りである。（確かに番付には房太夫事豊竹岡太夫と記されている）同年11月御霊境内にて『矢口渡』「四段目 道念内の段 口」、『天網島』「浮瀬の段」『粂仙人』「山の段」の大伴坊を掛け合いにて師匠巴太夫らと共に語ったのが最後の舞台とされる。

## 四代目
（生没年不詳）
二代目竹本八十太夫 → 四代目竹本岡太夫 → 四代目豊竹岡太夫
竹本春太夫（代数外）の門弟。通称を釘又という。屋号は釘や。
初出座や四代目岡太夫を襲名した時期は明らかではないが、文政8年（1825年）11月以降、三代目岡太夫は病気により出座はなく、『義太夫年表 近世篇』にてそれ以降に豊竹岡太夫の出座が確認できるのは、翌々年の文政10年（1827年）2月 堺大寺芝居 座本竹本春太夫 太夫豊竹此太夫の芝居で、『一谷嫩軍記』「擅特山の段 切」と『伊達娘恋緋鹿子』「吉祥院の段」を語る豊竹岡太夫が確認できる。その次は、文政11年（1828年）11月 堺 宿院芝居 太夫 竹本政太夫 太夫本 竹本春太夫 太夫 竹本綱太夫の芝居で、『木下蔭狭間合戦』の第五 切を豊竹岡太夫が語っている。この芝居は「江戸 竹本春太夫」と「サカイ（堺）竹本春太夫」が同座している。四代目岡太夫はこの「江戸 竹本春太夫（代数外）」の弟子であることから、少なくとも文政11年（1828年）には四代目岡太夫を襲名したことが確認できる。
「江戸」と「堺」の竹本春太夫が存在した経緯は、『増補浄瑠璃大系図』に詳しい。江戸にいた竹本播磨大掾（二代目竹本土佐太夫）が、門弟の四代目竹本咲太夫の弟子（播磨大掾からすれば孫弟子）に竹本八十太夫という太夫を見出したことに始まる。初代岡太夫の門弟である三代目竹本春太夫は、前名を町太夫といい、その町太夫の名跡を門弟である枡屋又兵衛に名乗らせていた。師三代目春太夫の没後は、三代目竹本重太夫（五代目竹本政太夫）の門弟となり、文政3年（1820年）の因講大帳に「重太夫門弟 堺春太夫」とあることから、襲名披露はしていないものの、枡屋又兵衛が春太夫の四代目を相続していたことが確認できる。しかし、この堺の四代目春太夫は、多病のため、芝居に出ずに、堺に引っ込んでいた。そこで、東京から孫弟子の八十太夫を伴い帰坂した播磨大掾は、堺での芝居では別の名前で出演することを条件に、竹本春太夫の名跡を堺の四代目竹本春太夫から借り受け、八十太夫に名乗らせた（この経緯からこの八十太夫の春太夫は代数外とされる）。
以上が『増補浄瑠璃大系図』の説明であるが、『義太夫年表 近世篇』によれば、文政6年（1823年）3月、文政7年（1824年）正月、文政8年（1825年）正月の江戸結城座の番付に竹本春太夫が確認できることから、既に江戸では春太夫を名乗っていた（あるいは播磨大掾が八十太夫に名乗らせていた）が、大坂での芝居出演に際し、播磨大掾が堺の四代目竹本春太夫の了解を得た（追認させた）という可能性も考えられる。八十太夫の竹本春太夫襲名披露は、文政8年（1825年）5月 大坂座摩境内『粧水絹川堤』「埴生村の段 切」『壇浦兜軍記』「琴責の段 阿古屋」にて行われ、「琴責の段」は重忠に播磨大掾、岩永に二代目竹本弥太夫が勤め、三味線は鶴澤伝吉（三代目鶴澤文蔵）が弾いた。「名と云ひ声と云ひ初代春太夫の再来の如く」と『増補浄瑠璃大系図』が記したほどの実力者に相応しい披露演目である。翌文政9年（1826年）11月 堺宿院芝居にて座本 町太夫改竹本春太夫 太夫 竹本播磨大掾の芝居があり、『御所桜堀川夜討』「淡路島の段」を語り四代目竹本春太夫を襲名している。これは『増補浄瑠璃大系図』から八十太夫への春太夫名跡の借り受けの返礼に播磨大掾が開いた襲名披露であることがわかる。「十一月十五日より堺宿院芝居にて座本町太夫改竹本春太夫太夫竹本播磨大掾御所桜堀川夜討初段八段返し淡路の段春太夫勤る是名前を借し返礼播磨大掾堺にて名弘め致」前述の約束の通り、八十太夫の春太夫は「堺にては出勤成がたく相休み」となった。この後も、「堺」と「江戸」の春太夫の両名が存在し、江戸の春太夫は諸座で活躍した。江戸の春太夫は堺で芝居へ出演はできないという約束ではあったが、前述の文政11年（1828年）11月 堺 宿院芝居にて、詳しい経緯は不明であるものの、三代目竹本綱太夫と四代目竹本政太夫が間に入り両春太夫が顔合わせをしたものと推察される。
その江戸の春太夫に付き添い大坂にやってきたのが、師の前名を二代目として相続した竹本八十太夫である。竹本八十太夫を名乗った太夫は多くいるが、「此人（春太夫）門弟数多有れどもわけて東京より附添来る二代目八十太夫事後岡太夫名前相続す」と『増補浄瑠璃大系図』にあることから、二代目竹本八十太夫とする。（まだ春太夫を名乗っていない八十太夫が、弟子に八十太夫を名乗らせることは考えづらく、前述の通り、既に江戸で春太夫を名乗っていたと考えるのが自然かもしれない）
このように、春太夫名跡は一代限りの借用であり、弟子の二代目八十太夫に春太夫を譲ることはできないため、三代目春太夫の師匠が初代岡太夫であることから、春太夫よりも上の名前ということで、四代目として岡太夫を襲名させたと推測される。
天保7年（1836年）『三ヶ津 太夫 三味線 人形 改名師弟附』には、「故人春太夫門弟 竹本改 豊竹岡太夫」とある。また、天保12年（1841年）、天保14年（1843年）同書にも「竹本改 豊竹岡太夫」とあり、嘉永元年（1848年）『三都太夫三味線操改名録』には「八十太夫 豊竹岡太夫 釘や」とある。同年8月『三ヶ津 太夫 三味線 人形 改名録』には「竹本八十太夫 竹本岡太夫改 豊竹岡太夫」、同年『浄瑠理太夫三味線師第細見』「豊竹岡太夫故人春太夫門人始八十太夫といふ江戸江下り 岡太夫卜改 年来住居シ売出し之盛り上坂して播又之家名相続し豊竹卜改ム 名音二して殊更芸道に功をつむの人也当時三都の大達ものト称ス」とあり、「竹本」春太夫の門弟で「竹本」八十太夫であったことから、「竹本」岡太夫を名乗るも、播又の家名「豊竹岡太夫」を相続したため、豊竹岡太夫と改めたことがわかる。また、竹本岡太夫から豊竹岡太夫となったのは、上述の他の資料からも明らかである。「播又」が何を指すのかは不明であるが、初代から三代目までの岡太夫の遺族（実家）の可能性が考えられる。初代岡太夫が「岡町の又兵衛」から「岡又」と呼ばれていた事との関連も考えられる。
天保14年（1843年）9月 兵庫の興行では「太夫 豊竹岡太夫」と紋下に座っている。同様に弘化4年（1847年）名古屋 清寿院御境内「太夫 豊竹岡太夫」とある。
弘化2年（1845年）「浪華太夫三味線町々評判大見立」西前頭〈相場を入たうはさには升にはないと五俵ばん堂島浜の〉四代目岡太夫とあることから、堂島浜に住居を構えていた可能性がある。
弘化3年（1846年）見立番付『弘化三午之歳大新版』を巡り版木を割るという騒動が起こった。これは、従来差添人であった駒太夫が西の前頭筆頭となったために、岡太夫が東の前頭二枚目へ下げられたことに起因する。この騒動は、弘化4年（1847年）4月に刊行された見立番付「三都太夫三味線人形見競鑑」にて、西方の欄外に「前頭 豊竹岡太夫」として別格の扱いとしたことで解決を見た。
『染太夫一代記』中、弘化4年（1847年）12月25日の因講総会についての記述の中に「古老衆はこの時分は（初代）竹本大隅太夫、（四代目）豊竹岡太夫なれば日本の大立者にて、何国にありてもはづかしからぬ仲間の古老顔なるに」とあることから、この頃には大立物となっていた。
天保年間まで、大坂と江戸の両方にて出座し、見立番付も「大坂 豊竹岡太夫」としていたが、嘉永元年（1848年）6月刊行『三都太夫三味線人形見競鑑』の東前頭筆頭に「江戸 豊竹岡太夫」とあることから、嘉永以降は、江戸に本拠を移したと考えられる。『義太夫年表 近世篇』で確認できる番付にても、嘉永以降は江戸で出座している。
嘉永7年（1854年）2月刊行『三都太夫三味線人形見競鑑』では「差添人 江戸 豊竹岡太夫」まで上り詰めている。
安政6年（1859年）6月飯倉四丁目瑠璃光寺境内の芝居では「太夫 豊竹岡太夫」と紋下に座り『増補 伊達模様累物語』「御殿の段 切（『先代萩』の御殿の段）」を語っている。万延元年（1860年）西両国の興行でも「太夫 豊竹岡太夫」と紋下で『鎌倉三代記』「八冊目 切（高綱物語）』を語っている。
文久3年（1863年）3月大坂 座摩うら門の芝居にて、久々に大坂へ登り「太夫 江戸登り 豊竹岡太夫」と紋下となり、紋下の六代目竹本染太夫が「スケ 竹本染太夫」と脇へ回った。岡太夫は『絵本太功記』「尼が崎の段 切」を語った。この頃三味線は初代鶴澤清六が弾いており。同芝居の番付には「江戸登り 鶴澤清六」と三味線の筆頭に鶴澤清六の名前がある。同月の二の替り『菅原伝授手習鑑』でも「太夫 豊竹岡太夫」と紋下に座り「首実検の段（寺子屋の段) 切」を語っている。『義太夫年表 近世篇』では、この文久3年（1863年）以降の出座は確認できず、以降に没したものと推察される。生年は不詳であるものの、長生きをしたと推察され、人生の最期に栄誉に浴したことがわかる。
また、慶応2年（1866年）4月 江戸大薩摩座『妹背山婦女庭訓』「山之段 大判司」にて君太夫改 豊竹岡太夫と、君太夫が（代数外）の岡太夫を襲名していることから、慶応2年には少なくとも芝居からは引退していたことがわかる。
一方、慶応3年（1867年）4月『三都太夫三味線人形見競鑑』にて「行司 江戸 豊竹岡太夫」とあり、翌慶応4年（1868年）の改版でも同じく「行司 江戸 豊竹岡太夫」とあることから、行司の地位に岡太夫を襲名ばかり君太夫が座ることは到底ありえず、慶応年間まで四代目岡太夫が存命していた可能性も考えられる。
門弟に六代目竹本綱太夫（初代豊竹錣太夫）がいる。（「釘」の金偏に「又」を重ねて「錣」太夫）
大坂法善寺に六代目竹本綱太夫の建立した墓が現存する。四代目岡太夫の門弟である五代目文字太夫（五代目岡太夫）が建てた花立から、六代目岡太夫の幼名である竹本織栄太夫が六代目竹本織太夫に入門したことを機に、竹本鶴鳴會がこの墓を管理することになり、令和5年（2023年）竹本鶴鳴會が棹石を再建し、花立を新設。同年6月7日に開眼法要が営まれた。

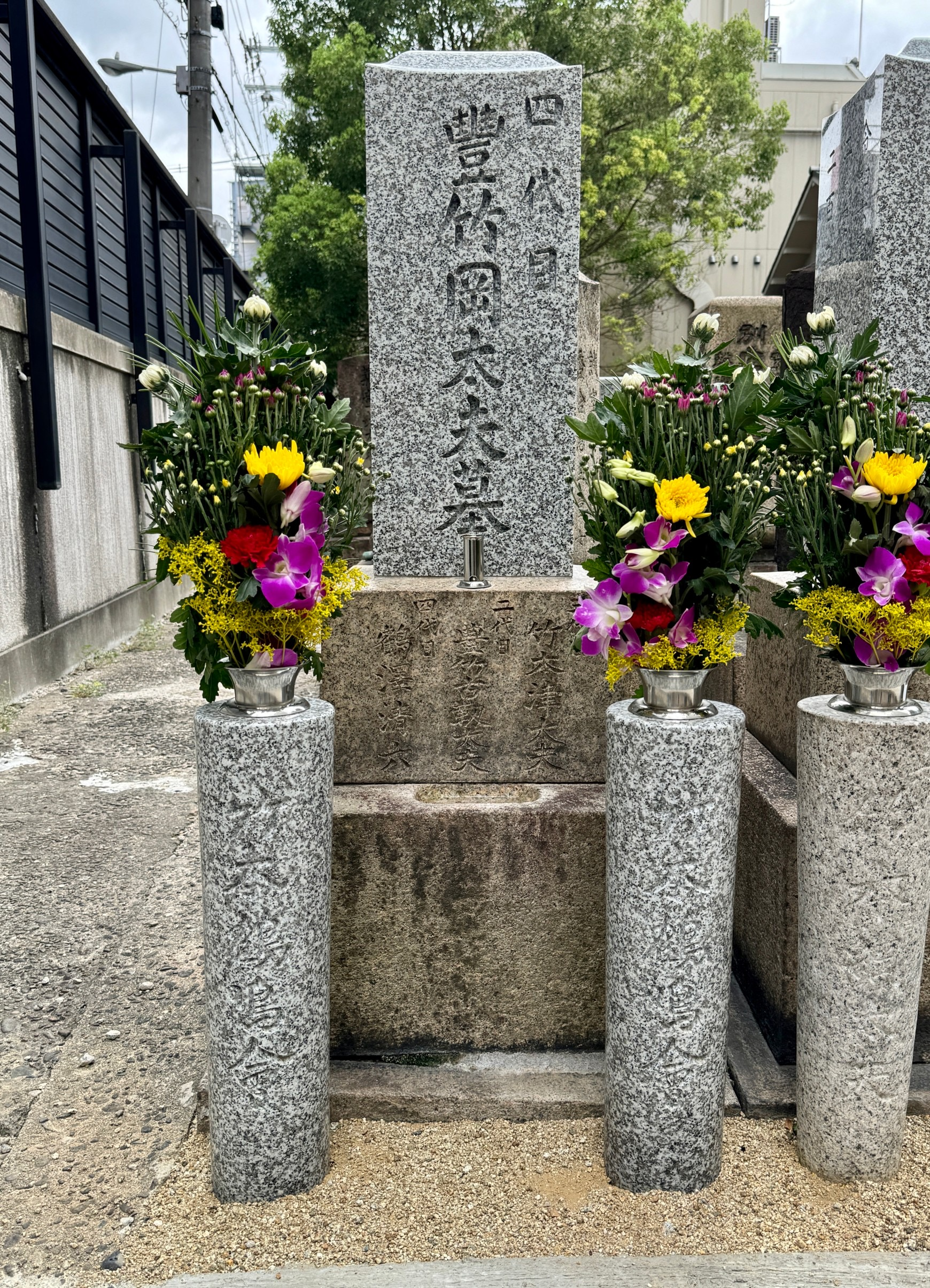
四代目豊竹岡太夫墓

## 五代目
（生没年不詳）
豊竹百合太夫 → 五代目竹本文字太夫 → 五代目豊竹岡太夫
四代目の門弟。後に五代目竹本春太夫の門弟となり、師の前名竹本文字太夫を五代目として襲名。
本名竹本猶六。百合太夫は初代竹本大隅太夫の前名でもある。四代目岡太夫の門弟にて、初名を豊竹百合太夫という。大坂の出身で、四代目岡太夫の門弟であったが、師岡太夫が、東京に移るにあたり、五代目竹本春太夫の門弟となった。四代目岡太夫欄にある通り、四代目岡太夫にとって春太夫（代数外）は師匠であることの縁であると考えられる。初出座は明らかではないが、嘉永6年（1853年）深川八幡社内『花王草紙楓短笧』「通天橋訴訟の段」を語る豊竹百合太夫がいる。この芝居には師匠岡太夫も出演している。後、安政3年（1856年）7月大坂 新築地清水町浜『本町糸屋娘』「桂浜辺の段」を語っている。同年10月 いなり社内『岸姫松轡鑑』「鎌倉御殿の段」では師五代目竹本春太夫と同座している。師の前名である文字太夫を五代目として襲名した時期は明らかではないが、慶応元年（1865年）11月 北ノ新地芝居 太夫 竹本対馬太夫（後の五代目竹本綱太夫）『一谷嫩軍記』「林住家の段」を竹本百合太夫として語って以降は、『義太夫年表 近世篇』に百合太夫の名前はなく、翌慶応2年（1866年）正月 天満社内戎門『加賀見山旧錦絵』「鶴が岡の段」『岸姫松轡鑑』「兵衛館の段 口」を語る竹本文字太夫が確認できることから、これより五代目竹本文字太夫を名乗ったと考えられる。
同年4月 江戸薩摩座『妹背山婦女庭訓』「芝六住家の段 奥」「杉坂屋の段 口」を語る竹本文字太夫がいる一方、（この芝居で君太夫が岡太夫（代数外）を襲名する） 同じく4月 大坂座摩社内 太夫 竹本山城掾『八陣守護城』「毒酒の段 中」「淀城の段 奥」を語る竹本文字太夫がおり、同時期に江戸にも竹本文字太夫が存在した。
明治年間も 竹本山城掾（山四郎）の一座で活躍し、明治7年（1874年）6月年に師五代目竹本春太夫が初代豊澤團平と共に、文楽座を退座し、竹本山城掾（山四郎）の一座に移って以降は師弟で同座し、明治9年（1876年）6月大江橋席『伽羅先代萩』「御殿の段」同年10月『絵本太功記』「尼ヶ崎の段」では、文字太夫が中、春太夫が切を勤めている。明治12年（1879年）11月博労町稲荷北門定小門『菅原伝授手習鑑』「車引の段 桜丸」「天拝山の段」を語ったのを最後に、東京へ下る。『増補浄瑠璃大系図』では、「明治十年七月春太夫故人の後東京へ赴き彼地にて出勤の内元師匠岡太夫名前相続致すに相成」とあるように、東京にて五代目豊竹岡太夫を襲名している。また、京都での襲名披露は明治16年（1883年）京都北側演劇『大江山酒吞童子』「保昌屋敷の段」で、五代目文字太夫改五代目豊竹岡太夫と番付にある。前述の通り、君太夫が慶応2年（1866年）に岡太夫を襲名しているが、岡太夫の代数には数えられていない。そもそも君太夫がどういう経緯で岡太夫を襲名したのかも不明であり、四代目岡太夫が「播又の家名を相続し」竹本岡太夫から、豊竹岡太夫に改めたように、岡太夫の名跡をきちんと管理する人間の存在が考えられる。尚、この君太夫の岡太夫は、文字太夫が正式に五代目岡太夫を襲名して以降は、竹本政太夫を名乗っている。無論政太夫の代数にも数えられていない。
五代目岡太夫を襲名して後も、東京で出座し、明治17年（1884年）1月松島文楽座『絵本豊臣太閤記』「阿野注進の段」を語り、帰阪する。以降も明治19年（1886年）1月御霊文楽座『玉藻前旭袂』「班足大王蘭亭宮の段」まで大阪での出座が『義太夫年表 明治篇』で確認できるが、以降は没年も含め不明であるものの、『偲ぶ俤』に「東京今戸本龍寺　高橋猶六　竹本文字太夫　釋灌頂　明治二十六年八月五日　行年六十七歳」とある。

## 六代目
（安政3年（1856年）2月15日 - 大正7年（1918年）10月8日）
豊竹宮太夫 → 竹本織栄太夫 → 竹本識太夫 → 六代目豊竹岡太夫
四代目の門弟である六代目竹本綱太夫の門弟。本名仁木卯三郎。定紋は抱き柏に隅立て四つ目。
『東京義太夫評判記』には、「十七歳の時より斯道に志し、明治8年に呂太夫の門に入て、宮太夫と称し各所に出席、同十年六代目綱太夫の門弟となり、三月師と倶に上京。織栄太夫を改名。翌年八月帰坂し、同十三年八月再び上京して識太夫となり、同廿一年三月より真打の看牌を揭ぐ」とある。
「識」の字は「織」の字と似ているが、これは織栄太夫時代に、三代目織太夫の襲名を志すも、同門の織の太夫（二代目殿母太夫）が三代目織太夫を襲名したため、似た字を選び識太夫と名乗った。「△竹本識太夫（今の豊竹岡太夫）は故人六代目竹本綱太夫の門人にして織栄太夫と呼びしが同じ門人なる今の織太夫が織の太夫と云ひし頃、互ひに修行の競争にて、我こそは師の前名なりける織太夫の名を嗣がばやと倶に熱望し居たりしが、此中原の鹿なる織の一字は遂に織の太夫（今の織太夫）の手に帰したりより織栄頻りに残念に思ひ故さらに似寄りし字を撰み断然名を改めて識太夫と名乗り地方興行に赴きしに評判甚た宜く好景気なりしと、其後織太夫が同地方へ赴きしに土地の人々は是は眞の織太夫にはあらじ贋ものならんなどと噂したりしとなん」
大阪市西区南堀江の出身。明治29年（1896年）9月六代目豊竹岡太夫を襲名。 明治30年（1897年）神保町 新声館『妹背山婦女庭訓』「吉野川の段 定高」にても襲名披露が行わている。
識太夫時代の門弟に識子太夫がおり、後に五代目竹本錣太夫を襲名している。
また、六代目岡太夫の幼名である竹本織栄太夫は、同門の三代目竹本織太夫の門弟が名乗り、後に四代目殿母太夫を襲名している。また、令和5年（2023年）に入門した六代目竹本織太夫の門弟が竹本織栄太夫を名乗っており、以降も竹本綱太夫一門の名跡となっている。

## 七代目
（明治32年（1899年）4月1日 - 昭和51年（1976年））
豊澤猿太郎 → 六代目豊澤猿糸 → 七代目豊竹岡太夫
六代目の子息。本名仁木善雄。東京生まれ。大正元年（1912年）豊澤猿之助に入門。大正4年（1915年）大阪に出て、六代目豊澤廣助の門弟となる。昭和10年（1935年）3月四ツ橋文楽座『信州川中島合戦』「輝虎配膳の段」にて二代目豊竹つばめ太夫（八代目竹本綱太夫）を弾き、猿太郎改め六代目豊澤猿糸を襲名。同年7月の明治座にて出身地東京での披露が行われ、三の替りまで二代目豊竹古靱太夫（豊竹山城少掾）を弾く。披露演目は『東海道四谷怪談』「伊右衛門住家の段 切」『菅原伝授手習鑑』「桜丸切腹の段 切」『義経千本桜』「大物ヶ浦渡海屋の段 切」他。
昭和11年（1936年）12月、二代目豊竹つばめ太夫（八代目竹本綱太夫）らと共に、新義座を結成。新義座が解散してのちは、太夫に転じ、父の名跡である豊竹岡太夫を七代目として襲名し、吉右衛門劇団のチョボ（竹本）となり、活躍した。

## 代数外
豊竹岡戸太夫 → 豊竹君太夫 → 豊竹岡太夫（代数外） → 竹本政太夫（代数外）
文化12年（1815年）3月生まれ。本名：日比野又市
四代目の門弟。嘉永年間の「浄瑠理太夫三味線師第細見」によれば、「豊竹君太夫　岡太夫門人始岡戸太夫卜云評判宜売出し最中ひゐき沢山之人卜称ス」とある。
主に江戸で出座したため、『義太夫年表近世篇』では出座があまり確認できないが、安政2年（1855年）大坂天満天神大門東小家『摂州合邦辻』「合邦住家のだん 切」を語る江戸下り 豊竹君太夫がいる。
慶応元年（1865年）9月道頓堀竹田芝居『賢女鑑』「十冊目」を語る紀国太夫改豊竹君太夫が確認できるが、後述のように翌年岡太夫を襲名しているため別人か。同年の見立番付には「秀太夫改豊竹君太夫」ともある。翌年の見立番付には「紀国太夫事豊竹君太夫」とある。
慶応2年（1866年）4月江戸大薩摩座『妹背山婦女庭訓』「山之段 大判司」で君太夫改豊竹岡太夫を襲名。「ふか七上使のだん 次」も語っている。なお、後に五代目岡太夫を襲名する同門の五代目文字太夫も同座している。前述の通り、この岡太夫は代数外となる。四代目の門弟ではあるが、五代目岡太夫は同門の五代目文字太夫が相続している。
明治改元以降も江戸での出座が『東京の人形浄瑠璃』で確認できる。明治10年（1878年）7月愛宕下町芝居では太夫 豊竹岡太夫と紋下に座っている。同門の六代目綱太夫らが一座している。
以降も岡太夫を名乗るが、五代目文字太夫が五代目岡太夫を襲名して以降は、竹本政太夫を名乗るが、岡太夫同様襲名の経緯は不明。代数外となる。明治30年（1897年）9月13日横浜で死去。